# Ellis Rapids
Ellis Rapids är ett vattendrag i Antarktis. Det ligger i Östantarktis. Australien gör anspråk på området. Ellis Rapids ligger vid sjön Watts Lake.